# Tsharchen Losel Gyatsho
Tsharchen Losel Gyatsho (tib.: tshar chen blo gsal rgya mtsho; geb. 1502; gest. 1566) war der Begründer der Tshar-Tradition, einer der drei Unterschulen der Sakya-Tradition des tibetischen Buddhismus. Er ist der Gründer des Klosters Dar Thrangmochen (tib.: dar 'phrang mo chen dgon pa) im Mangkar-Tal im Kreis Lhazê in Tibet.
Er ist Verfasser des Werkes bShes-gnyen dam-pa bsten-par byed-pa'i thabs shlo-ka lnga-bcu-pa'i 'grel-ba („Methoden für den Aufbau einer Beziehung mit einem richtigen spirituellen Mentor: Ein Kommentar zu [Ashvaghoshas] ‚Fünfzig Verse [über den Guru]’“).